# P'yŏngch'ŏn-guyŏk
P'yŏngch'ŏn-guyŏk é uma das 19 regiões administrativas de Pyongyang, capital da Coreia do Norte. Tem uma população de 181.142 habitantes.